# Ivan Ďatelinka
Ivan Ďatelinka (* 6. März 1983 in Topoľčany, Tschechoslowakei) ist ein slowakischer Eishockeyspieler, der seit Juli 2015 beim HC 05 Banská Bystrica aus der slowakischen Extraliga unter Vertrag steht.

## Karriere
Ivan Ďatelinka begann seine Karriere als Eishockeyspieler in seiner Heimatstadt in der Nachwuchsabteilung des HC Topoľčany, für dessen Profimannschaft er von 2000 bis 2006 in der 1. Liga, der zweiten slowakischen Spielklasse, aktiv war. Die folgenden fünf Jahre verbrachte der Verteidiger beim MHC Martin aus der slowakischen Extraliga. Mit diesem gewann er auf europäischer Ebene in der Saison 2008/09 den IIHF Continental Cup. 
Zur Saison 2011/12 wurde Ďatelinka innerhalb der Extraliga vom HC Slovan Bratislava verpflichtet, mit dem er auf Anhieb den slowakischen Meistertitel gewann. Zur Saison 2012/13 wurde Slovan Bratislava in die Kontinentale Hockey-Liga aufgenommen, in der er ebenfalls zum Einsatz kam. Parallel spielte er zudem für Slovans Extraliga-Farmteam HK 36 Skalica.
Zwischen 2013 und 2015 war er erneut für den MHC Martin aktiv, wo er in seiner zweiten Saison Mannschaftskapitän war. Im Juli 2015 wurde er vom HC 05 Banská Bystrica verpflichtet, mit dem er 2017, 2018 und 2019 drei weitere slowakische Meistertitel gewann.

## Erfolge und Auszeichnungen
- 2009 IIHF-Continental-Cup-Gewinn mit dem MHC Martin
- 2012 Slowakischer Meister mit dem HC Slovan Bratislava
- 2017 Slowakischer Meister mit dem HC 05 Banská Bystrica
- 2018 Slowakischer Meister mit dem HC 05 Banská Bystrica
- 2019 Slowakischer Meister mit dem HC 05 Banská Bystrica